# Zollikon
Zollikon é uma comuna da Suíça, no Cantão Zurique, com cerca de 11.941 habitantes. Estende-se por uma área de 7,84 km², de densidade populacional de 1.523 hab/km². Confina com as seguintes comunas: Kilchberg, Küsnacht, Maur, Zumikon, Zurique (Zürich).
A língua oficial nesta comuna é o Alemão.